# 성내초등학교 (전남)
성내초등학교는 대한민국 전라남도 무안군 운남면 성내리 629-3에 있었던 초등학교이다.

## 연혁
- 1966.03.01 운남초등학교 성내분교장 설립인가
- 1967.10.27 성내국민학교로 승격
- 1987.03.18 병설유치원 개원
- 1996.03.01 성내초등학교 명칭 변경
- 1999.09.01 운남초등학교로 통·폐합